# 維什戈羅多克
49°46′1″N 25°57′57″E / 49.76694°N 25.96583°E

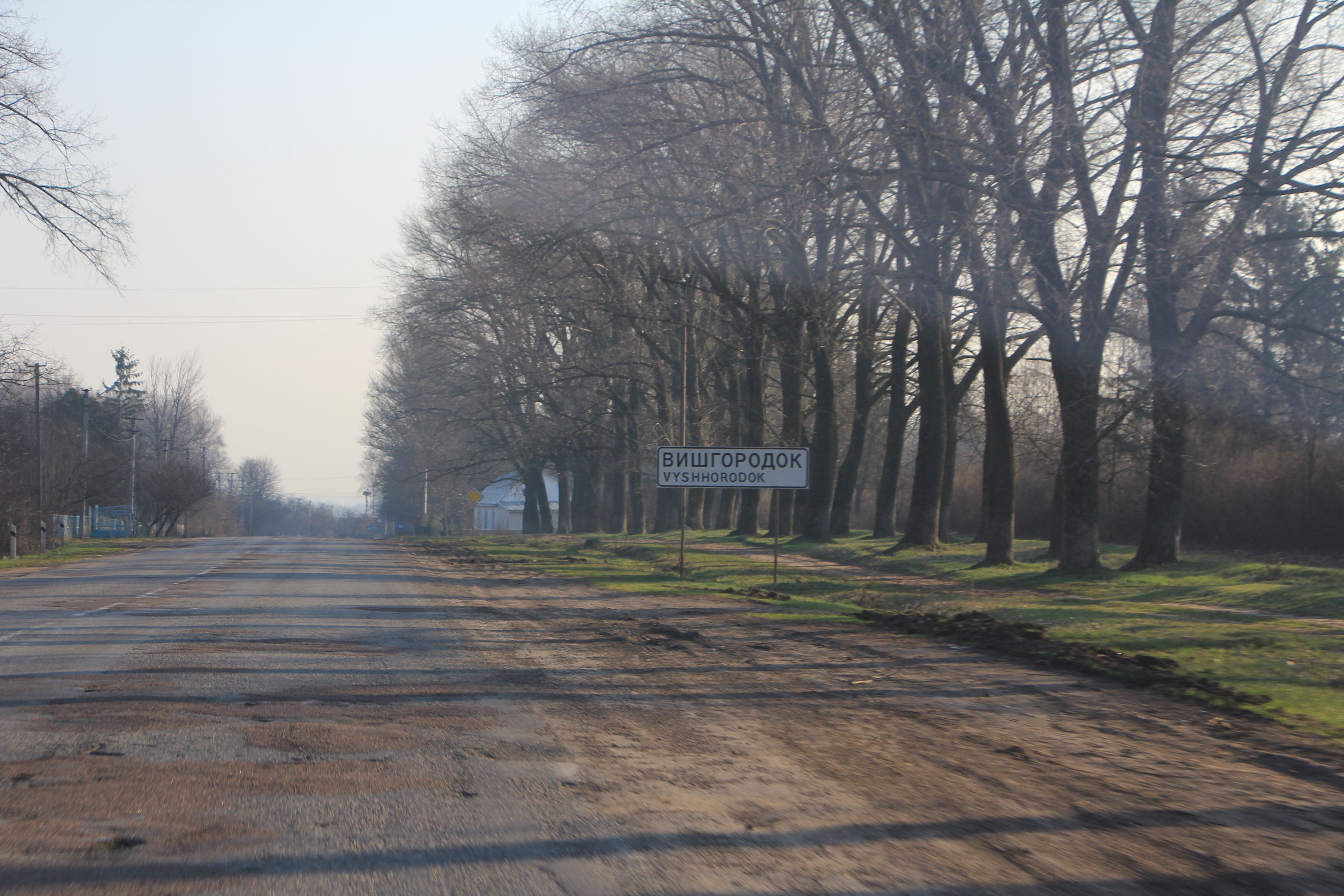

維什戈羅多克（烏克蘭語：Вишгородок），是烏克蘭的村落，位於該國西部捷爾諾波爾州，由克列梅涅茨區負責管轄，始建於1152年，面積2.88平方公里，2022年人口500，人口密度每平方公里239.6人。